# 마산합포도서관
마산합포도서관은 경상남도 창원시 마산합포구에 있는 도서관이다.

## 시설
- 1층
  - 어린이자료실(아동자료 비치)
  - 마산보건소 분실

- 2층
  - 일반자료실(일반자료 비치)
  - 종합자료실(시청각·연속간행물·장애인자료실)

- 3층
  - 자율학습실
  - 강좌실
  - 디지털자료실